# Підгорне Алексово
Підго́рне Але́ксово (рос. Подгорное Алексово, ерз. Алякс) — село у складі Ковилкінського району Мордовії, Росія. Входить до складу Токмовського сільського поселення.
Населення — 5 осіб2010; 20 у 2002).
Національний склад станом на 2002 рік:
- мокшани — 100 %